# Curtuișeni
Curtuișeni é uma comuna romena localizada no distrito de Bihor, na região histórica da Crișana (parte da Transilvânia). A comuna possui uma área de 69.37 km² e sua população era de 3814 habitantes segundo o censo de 2007.